# NGC 3796
NGC 3796 é uma galáxia espiral (S?) localizada na direcção da constelação de Ursa Major. Possui uma declinação de +60° 17' 56" e uma ascensão recta de 11 horas, 40 minutos e 31,0 segundos.
A galáxia NGC 3796 foi descoberta em 19 de Março de 1790 por William Herschel.